# Dallara GP3/13
El Dallara GP3/13 es un monoplaza del constructor Dallara para la temporada 2013 de GP3 Series. Debutó en la ronda de Cataluña y fue usado durante tres temporadas hasta que su sucesor sea introducido en 2016. El monoplaza se presentó en la ronda de Monza de la temporada anterior.
Algunos de los cambios son, un nuevo motor aspirado que incremento la potencia de 280 a 400 caballos. Además, Dallara introdujo un paquete aerodinámico totalmente renovado para facilitar los adelantamientos, etc.
Se espera que mejore entre tres y cuatro segundos en relación con el chasis anterior para acercarse a las categorías anteriores como la GP2 Series y Fórmula Renault 3.5.